# Д'єга/Кармен
Д'єга/Кармен (Diega/Carmen) — нафтогазоконденсатне родовище у Екваторіальній Гвінеї. Розташоване на схід від острова Біоко в затоці Біафра (частина Гвінейської затоки). Належить до нафтогазоносного басейну Дуала.

## Розвідка
У 2008 році бурове судно Sedco 700 спорудило розвідувальну свердловину І-6 на структурі Д'єга (офшорний ліцензійний блок І), розташованій на північний схід від виявленого раніше родовища Асенг. Закладена в районі з глибиною моря 660 метрів, вона виявила кілька газо- та нафтонасичених інтервалів загальною завтовшки 32 метри. При тестуванні свердловина продемонструвала дебіт на рівні 2700 барелів нафти та 0,1 млн м3 газу на добу.
А за кілька місяців, у лютому 2009-го, в розташованому північніше ліцензійному блоці О на структурі Кармен спорудили розвідувальну свердловину О-5. Закладена в районі з глибиною моря 45 метрів, вона мала довжину 3465 метрів та виявила у відкладеннях епохи міоцену газо- та нафтонасичені інтервали загальною завтовшки 12 метрів, які підтвердили продовження родовища Д'єга на північ.
В 2011 році спорудили оцінну свердловину І-8, яка виявила 12 метрів нафтонасичених порід, а також її горизонтальний боковий стовбур I-8ST, що пройшов 1300 метрів зазначеного інтервалу. Тестування протягом місяця показало дебіт на рівні 7300 барелів нафти на добу.

## Розробка
Можливу розробку заплановано організувати шляхом підключення до інфраструктури, створеної на зазначеному вище родовищі Асенг.

## Запаси
На початку 2010-х років, за результатами спорудження оцінної свердловини І-8, ресурси родовища визначили в межах від 45 до 110 млн барелів нафтового еквівалента, з яких біля 40 % припадало на газоподібні вуглеводні (від 3 до 7 млрд м3).

## Учасники проєкту
Розробка обох ліцензійних блоків І та О здійснюється під операторством компанії Noble. При цьому частки участі розподіляються наступним чином:
- блок І — Noble 38 %, державна компанія Екваторіальної Гвінеї GEPetrol 5 %, англо-швейцарська Glencore 23,75 %, а також компанія з емірату Абу-Дабі Atlas Petroleum 27,55 % та шведська Osborne Resources (PA Resources Group) 5,7 %.
- блок О — всі ті ж Noble (45 %), GEPetrol (30 %) та Glencore (25 %).